# Matthias Jeßwagner
Matthias Jeßwagner, auch Matthäus J. (* 15. August 1714 in Tasovice nad Dyjí; † 1. Juni 1772 in Wien, Sankt Ulrich), war ein österreichischer Orgelbauer, der seine Werkstatt in Wien hatte.

## Leben und Werk
Matthias Jeßwagner wurde in Südmähren als Sohn eines Schuhmachers geboren. Er erlernte den Orgelbau bei Johann Hencke. 1754 heiratete Jeßwagner Rosalia Gutmayr († 5. Juli 1786) aus Stockerau und legte am 16. November desselben Jahr den Wiener Bürgereid ab. Er wirkte bis zu seinem Tod in Wien als bürgerlicher Orgelbauer und gilt als einer der bedeutendsten Orgelbauer Österreichs in der zweiten Hälfte des 18. Jahrhunderts.
Während Hencke bei der Prospektgestaltung regelmäßig Fensteröffnungen vorsah, betonte Jeßwagner die Mittelachse und verbaute die Fenster. Zwischen 1754 und 1772 ist Jeßwagner mit eigenen Orgeln nachweisbar.

## Werke
| Jahr      | Ort                 | Gebäude                         | Bild | Manuale | Register | Bemerkungen                                                                           |
| --------- | ------------------- | ------------------------------- | ---- | ------- | -------- | ------------------------------------------------------------------------------------- |
| 1759–1760 | Obermarkersdorf     | Pfarrkirche Obermarkersdorf     |      | II/P    | 13       | Neubau; teilweise erhalten                                                            |
| 1760      | Pillersdorf         | Filialkirche Pillersdorf        |      |         |          | Reparatur                                                                             |
| 1762      | Pulkau              | Pfarrkirche Pulkau              |      | II/P    | 22       | Neubau; weitgehend original erhalten, wurde 2018 durch Philipp Pemmer restauriert.    |
| 1765      | Schwechat           | Pfarrkirche Schwechat           |      | II/P    | 18       | 1924 ersetzt; Prospekt erhalten                                                       |
| 1768–1770 | Bruck an der Leitha | Pfarrkirche Bruck an der Leitha |      | II/P    | 19       | Umbau der Orgel von Jakob Sippus (1710)/Johann Hencke (1740er); Teile erhalten        |
| 1768–1769 | Wilfersdorf         | Pfarrkirche Wilfersdorf         |      | II/P    | 19       | Orgel aus 1742–1744 von Anton Richter, das Rückpositiv 1768/69 von Matthias Jeßwagner |
| 1771      | Traismauer          | Pfarrkirche St. Rupert          |      | II/P    | 18       | 1924 ersetzt; Prospekt erhalten                                                       |